# 松村洋
松村 洋（まつむら ひろし、1952年5月8日 - ）は、日本の音楽評論家。
大阪府生まれ。東京大学文学部社会学科卒。東大で初のロック音楽での卒論を書く。NHKに入りテレビディレクターを務めたのち、音楽評論家となる。考察対象はポピュラー音楽全般、特に沖縄の音楽文化、タイを中心とした東南アジアのポピュラー音楽文化、日本流行歌史。

## 著書

### 単著
- 『8ビート・シティ 音楽の視界へ』（新曜社〈ノマド叢書〉、1988年）
- 『ワールド・ミュージック宣言』（草思社、1990年）
- 『アジアうた街道』（新書館、1999年）
- 『唄に聴く沖縄』（白水社、2002年）
- 『日本鉄道歌謡史 1 (鉄道開業～第二次世界大戦)』（みすず書房、2015年）
- 『日本鉄道歌謡史 2 (戦後復興～東日本大震災)』（みすず書房、2015年）

### 共編著
- 『メディア遊走』（三嶋典東と共著、勁草書房、1988年）
- 『なんくるぐらし』（照屋林賢と共著、筑摩書房、1995年）
- 『相倉久人にきく昭和歌謡史』（編著、相倉久人著、アルテスパブリッシング、2016年）